# 马雷伊马尔利
马雷伊马尔利（法語：Mareil-Marly，法語發音：[maʁɛj maʁli]）是法国伊夫林省的一个市镇，属于圣日耳曼昂莱区。

## 地理
马雷伊马尔利（48°52'55"N, 2°4'36"E）面积1.77 平方千米，位于法国法蘭西島大區伊夫林省，该省份为法国北部内陆省份，北起瓦兹河谷省，西接厄尔省，西南接厄尔-卢瓦省，东南接埃松省，东临上塞纳省。
与马雷伊马尔利接壤的市镇（或旧市镇、城区）包括：莱唐城、马尔利勒鲁瓦、勒佩克、圣日耳曼昂莱。

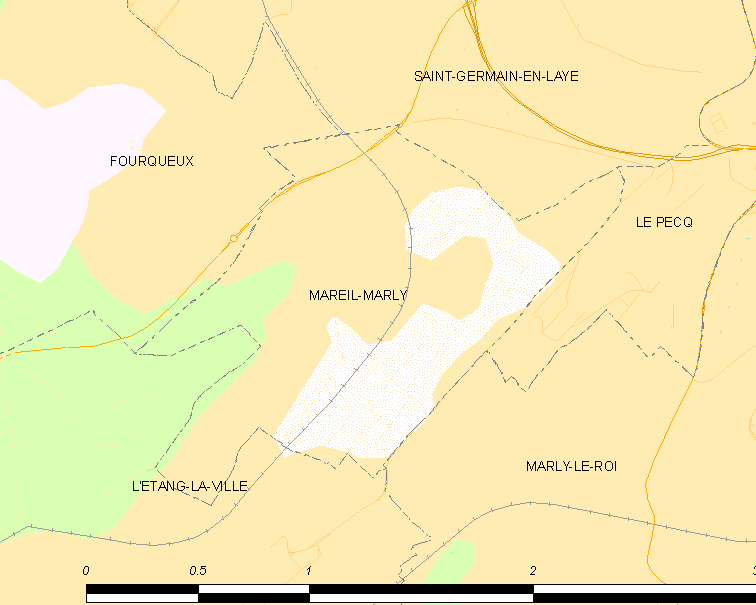
马雷伊马尔利的OSM定位图

马雷伊马尔利的时区为UTC+01:00、UTC+02:00（夏令时）。

## 行政
马雷伊马尔利的邮政编码为78750，INSEE市镇编码为78367。

## 政治
马雷伊马尔利所属的省级选区为圣日耳曼昂莱县。

## 人口

1962-2008年间马雷伊马尔利人口变化图示

马雷伊马尔利于2022年1月1日时的人口数量为3984人。